# Calle de María de Guzmán
La calle de María de Guzmán es una vía pública de la ciudad española de Madrid, situada en el barrio de Ríos Rosas, distrito de Chamberí.

## Descripción
La vía discurre desde la calle de Bravo Murillo hasta la de Agustín de Betancourt. Honra con el título a María Isidra Quintina de Guzmán y de la Cerda (1767-1803), primera mujer que ostentó en España el grado universitario de doctora. Aparece descrita en Las calles de Madrid (1889) de Hilario Peñasco de la Puente y Carlos Cambronero con las siguientes palabras:

María de Guzmán. Esta calle comienza en la de Bravo Murillo y termina en el Paseo de la Castellana. Es de apertura moderna. Doña María Isidra Quintina de Guzmán y la Cerda, hija de los condes de Oñate, nació en 1768 y es conocida con el nombre de la Doctora de Alcalá. Estudió filosofía, matemáticas, latín, griego y hebreo, y fué nombrada profesora honoraria de filosofía, autorizándola Carlos III para sostener actos literarios en la citada Universidad.
(Peñasco de la Puente y Cambronero, 1889, pp. 315-316)